# Sarcochilus
Genre
Classification phylogénétique
Sarcochilus est un genre de plantes de la famille des Orchidaceae, de la sous-famille des Epidendroideae, comptant une douzaine d'espèces d'orchidées épiphytes d'Australie et de Nouvelle-Calédonie.

## Synonymes
- Cylindrochilus Thwaites 1861;
- Grosourdya Rchb. f. 1864;
- Gunnia Lindley 1834;
- Parasarcochilus Dockr. 1967

## Liste d'espèces[3]
- Sarcochilus aequalis   D.L.Jones et M.A.Clem., 1991
- Sarcochilus argochilus  D.L.Jones & M.A.Clem. 2006.
- Sarcochilus australis   (Lindl.) Rchb.f. in Walp., 1861
- Sarcochilus borealis   (Nicholls) M.A.Clem.et D.L.Jones, 1989
- Sarcochilus ceciliae  F.Muell., 1865  (principalement lithophyte)
- Sarcochilus chrysanthus Schltr., 1913
- Sarcochilus dilatatus F.Muell., 1859  (epiphyte)
- Sarcochilus falcatus  R.Br., 1810  (epiphyte)
- Sarcochilus fitzgeraldii F.Muell., 1870  (principalement lithophyte)
- Sarcochilus gildasii  N.Hallé, 1986
- Sarcochilus hartmannii F.Muell., 1874  (principalement lithophyte)
- Sarcochilus hillii  (F.Muell.) F.Muell, 1860 
  - Sarcochilus hillii var. hillii.
  - Sarcochilus hillii var. thycolus  N.Hallé, 1986
- Sarcochilus hirticalcar  (Dockrill) M.A.Clem. et B.J.Wallace, 1989
- Sarcochilus iboensis  Schltr., 1913
- Sarcochilus koghiensis  Schltr., 1911
- Sarcochilus odoratus  Schltr., 1913
- Sarcochilus olivaceous  Lindl., 1839
- Sarcochilus parviflorus Lindl. in Edwards’s, 1838
- Sarcochilus rarus Schltr., 1906
- Sarcochilus roseus (Clemesha) Clemesha, 1969 (strictement lithophyte)
- Sarcochilus serrulatus  D.L.Jones, 1972
- Sarcochilus spathulatus  R.S.Rogers, 1927
- Sarcochilus tricalliatus  (Rupp) Rupp, 1951.
- Sarcochilus uniflorus  Schltr., 1913.
- Sarcochilus weinthalii  F.M.Bailey, 1904.

## Galerie

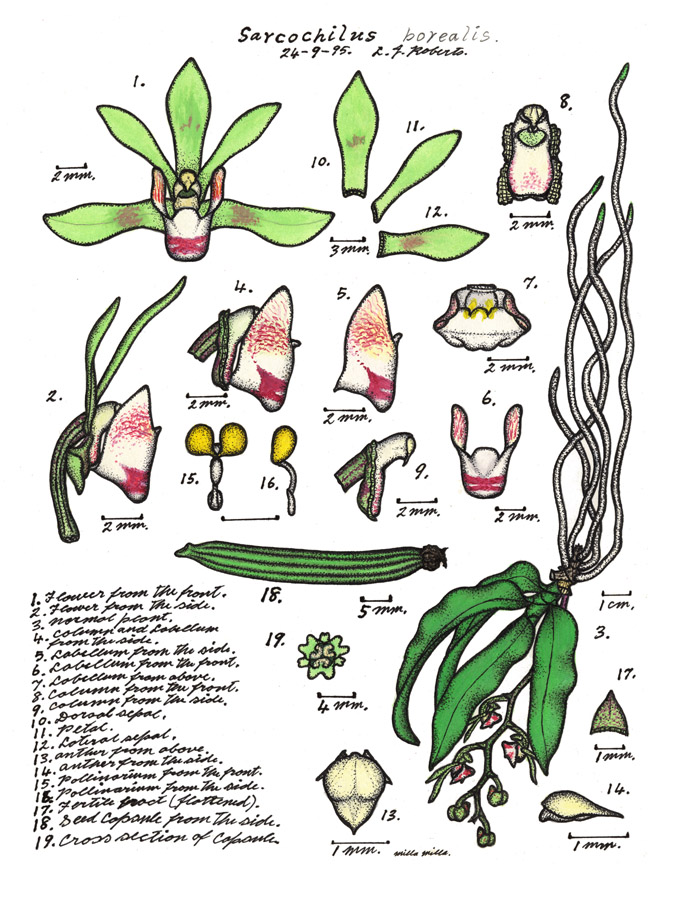
Sarcochilus borealis, planche descriptive de Lewis Roberts, "Orchids of far north-eastern Queensland" (1995-2003)
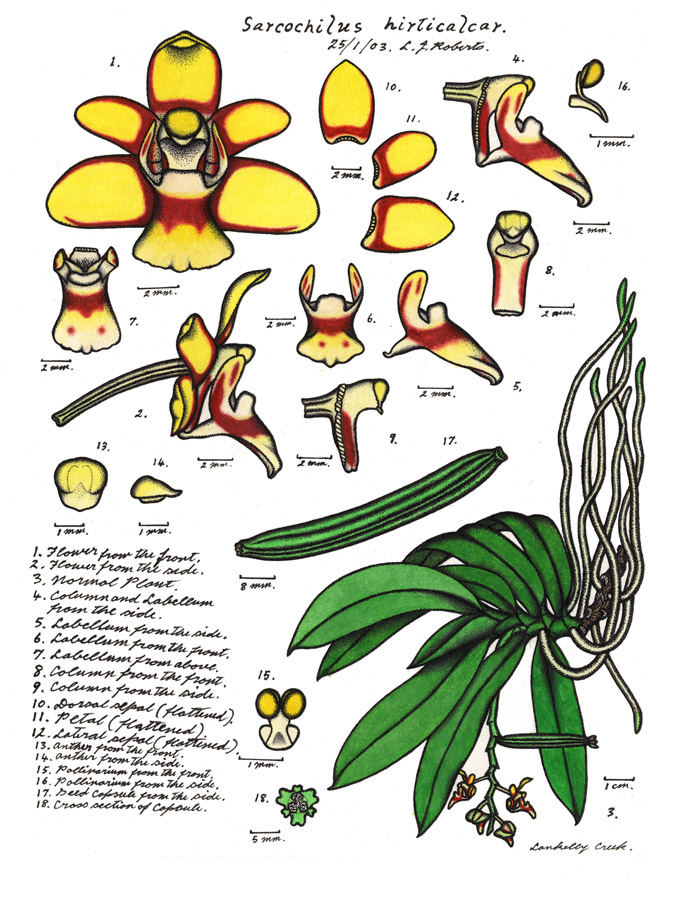
Sarcochilus hirticalcar, planche descriptive de Lewis Roberts, "Orchids of far north-eastern Queensland" (1995-2003)
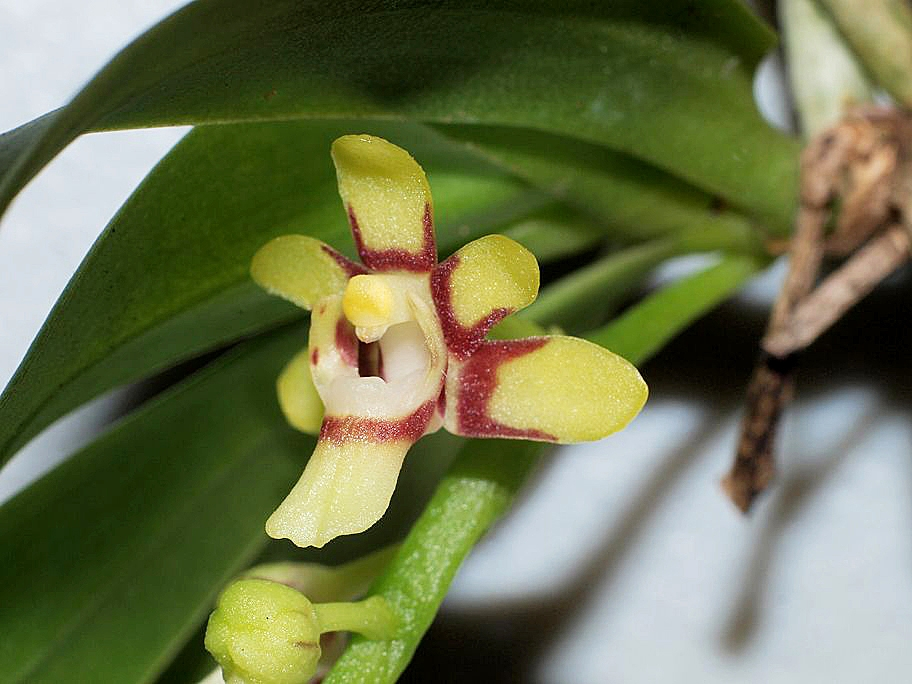
Sarcochilus hirticalcar
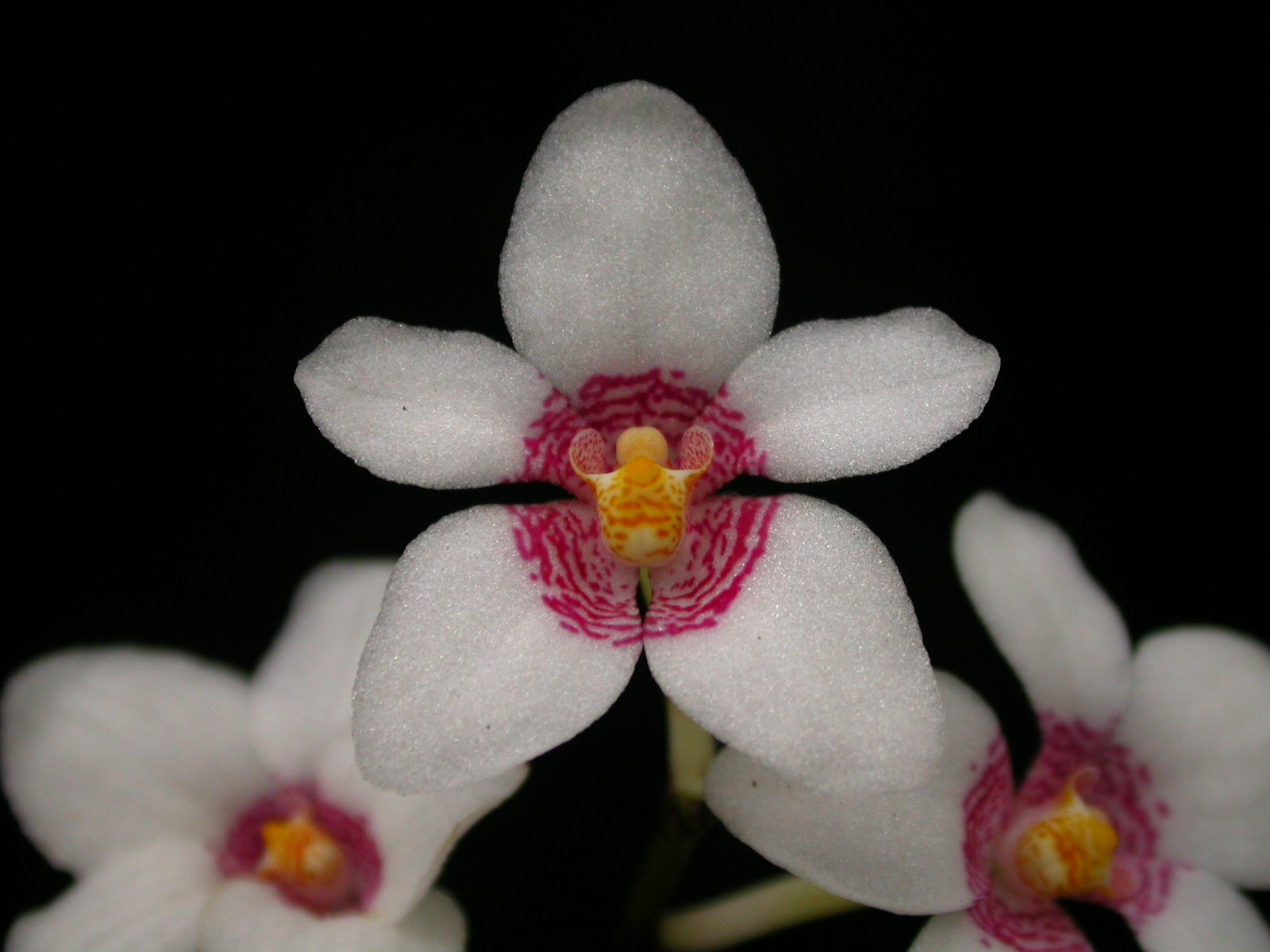
Sarcochilus  'Fitzhart' Sarcochilus fitzgeraldii × Sarcochilus hartmannii